# Campeonato Mundial de Halterofilia de 1903
El IV Campeonato Mundial de Halterofilia se celebró en París (Francia) entre el 1 y el 3 de octubre de 1903 bajo la organización de la Federación Internacional de Halterofilia (IWF) y la Federación Francesa de Halterofilia.
En el evento participaron 18 halterófilos de 5 federaciones nacionales afiliadas a la IWF.

## Medallistas
| Evento            | Oro                      | Plata                          | Bronce                   |
| ----------------- | ------------------------ | ------------------------------ | ------------------------ |
| Categoría abierta | François Lancoud · Suiza | Heinrich Schneidereit Alemania | Gustave Empain · Bélgica |

## Medallero
| Núm. | País     | Oro | Plata | Bronce | Total |
| ---- | -------- | --- | ----- | ------ | ----- |
| 1    | Suiza    | 1   | 0     | 0      | 1     |
| 2    | Alemania | 0   | 1     | 0      | 1     |
| 3    | Bélgica  | 0   | 0     | 1      | 1     |
|      | TOTAL    | 1   | 1     | 1      | 3     |